# Distretto di Hengshan
Il distretto di Hengshan (恒山区S, Héngshān QūP) è un distretto della Cina, situato nella provincia di Heilongjiang e amministrato dalla prefettura di Jixi.